# 里斯本主教座堂
里斯本主教座堂（葡萄牙語：Santa Maria Maior de Lisboa）是罗马天主教里斯本宗主教区的主教座堂，位于葡萄牙首都里斯本最古老的城区阿尔法玛区。它是里斯本最古老的一座教堂，自1147年兴建之日起，已经历经多次地震而幸存，并曾改建数次，因此混合了多种建筑风格，包括罗曼式、哥特式、巴洛克。

## 历史
里斯本自公元4世纪起成为主教驻地。西哥特人统治时期结束后，该市被摩尔人征服，自8世纪到12世纪一直处于阿拉伯人统治之下，不过仍允许基督徒居住在里斯本及其附近。1147年，该市被葡萄牙国王阿方索一世率领的一支葡萄牙军队和来自北方的第二次十字军收复。一位英国十字军黑斯廷斯的吉尔伯特担任主教，在里斯本主清真寺的原址，新建一座主教座堂。

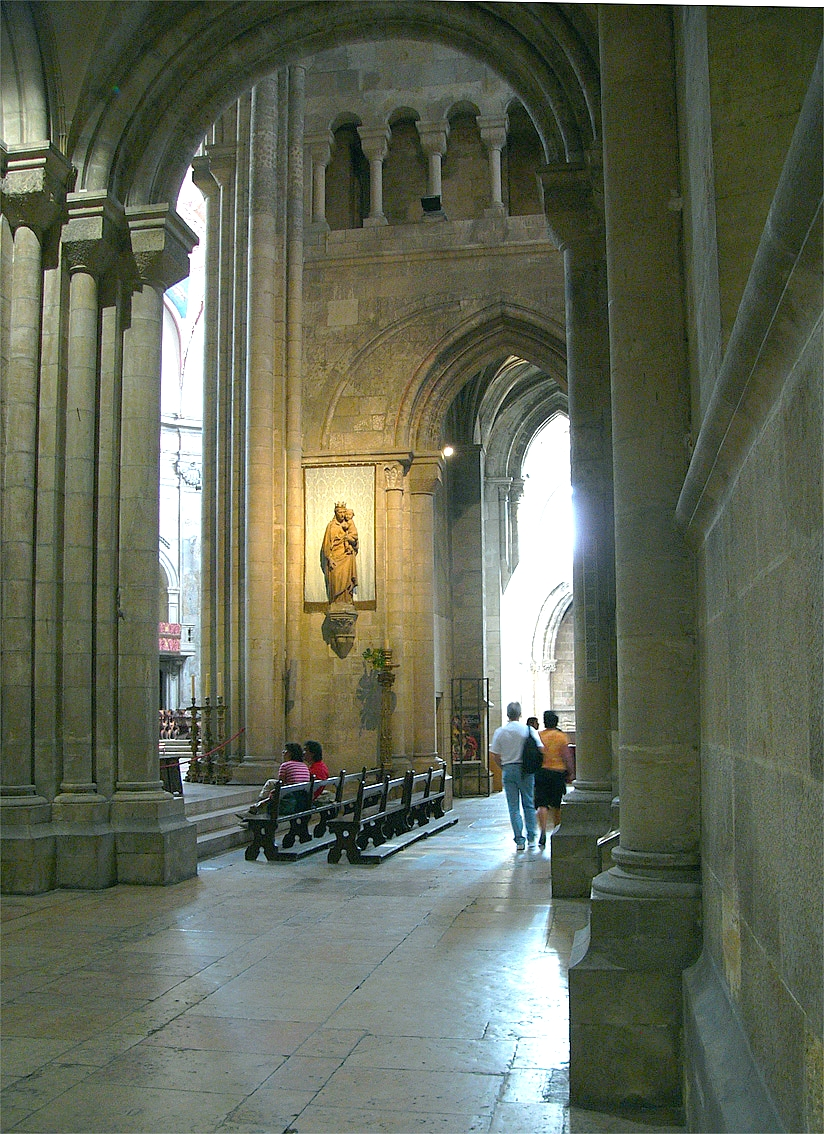

第一座建筑兴建于1147年到1200年代，为晚期罗曼式风格。当时，里斯本的主保圣人，萨拉戈萨的圣味增爵的圣髑从葡萄牙南部带回到里斯本主教座堂。在13世纪末，葡萄牙国王迪尼什一世兴建了一座哥特式回廊，他的继承者阿方索四世将主要的小堂改为哥特式风格的皇家先贤祠。1498年，莉娜王后在主教座堂回廊的一座小堂创建了仁慈堂，这个天主教慈善机构后来蔓延到其他城市，在葡萄牙及其殖民地扮演非常重要的角色。
里斯本经常面临地震的威胁。在14世纪到16世纪，就曾经历了数次地震，不过最严重的一次是1755年里斯本大地震，摧毁了哥特式主要的小堂连同皇家先贤祠。回廊和许多小堂也毁于地震和随之而来的火灾。主教座堂部分重建，在20世纪初，形成今天的外观。近年来，回廊的中央庭院进行了发掘，发现了罗马，阿拉伯和中世纪时期的迹象。

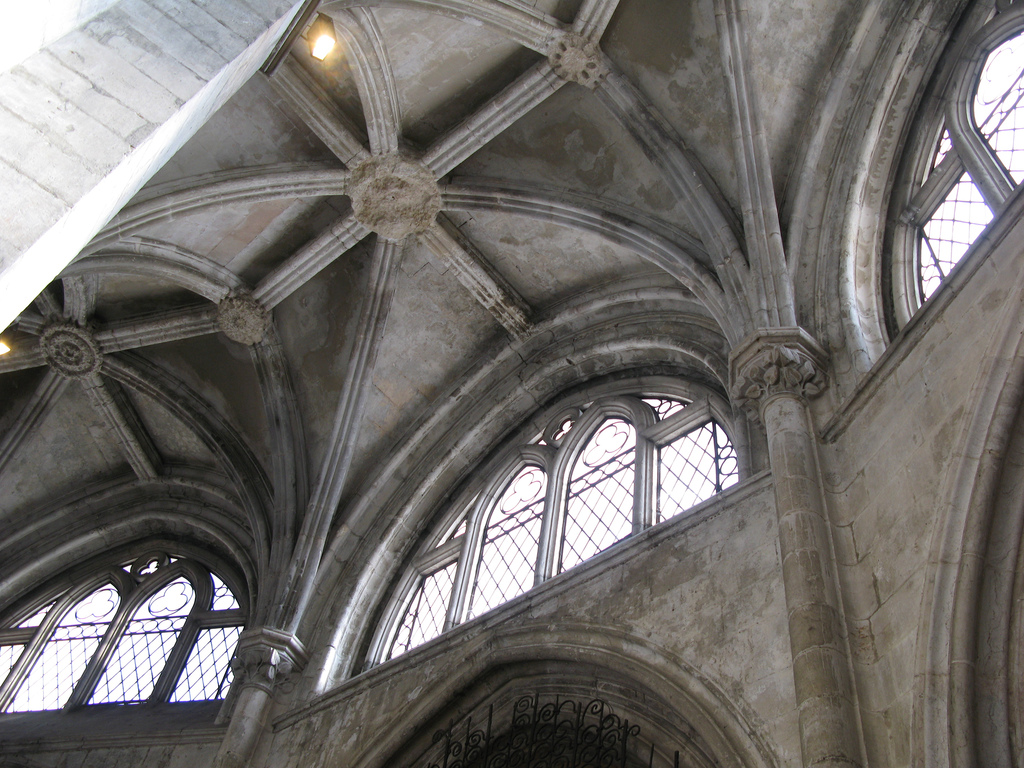
Gothic vault of the ambulatory and upper row of windows.